# Marcus H. Holcomb

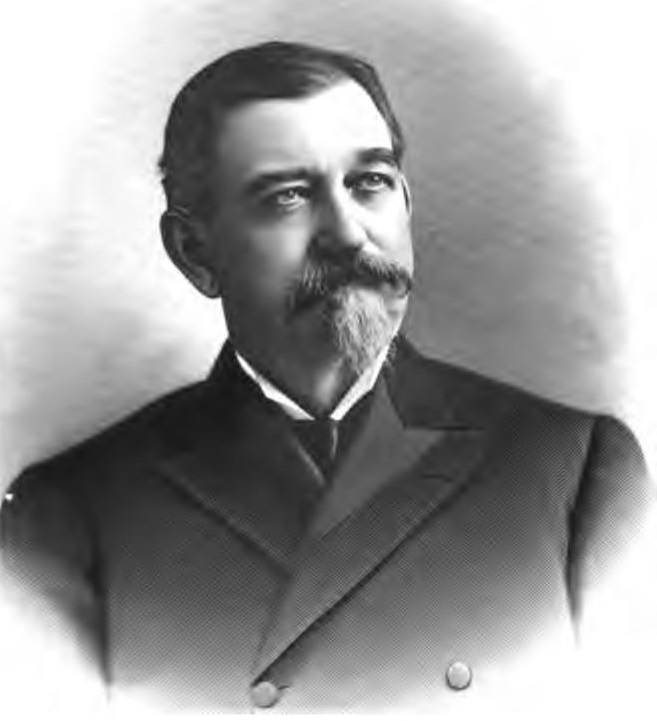
Marcus H. Holcomb.

Marcus H. Holcomb, född 28 november 1844, död 5 mars 1932, var en amerikansk politiker och guvernör i Connecticut.

## Tidigt liv
Holcomb föddes i New Hartford, Connecticut. Han läste i de offentliga skolorna i New Hartford. Därefter studerade han vid Wesleyan Seminary i Massachusetts. Senare läste han även juridik.

## Karriär
År 1871 antogs Holcomb till advokatsamfundet. Han var domare i Southingtons domstol för arvsfrågor (probate court) från 1873 till 1910, Hartfords skattmästare från 1893 till 1908, ledamot av Connecticuts senat från 1893 till 1894, ledamot och talman i Connecticuts representanthus från 1905 till 1906, och Connecticuts justitieminister från 1906 till 1907.

## Guvernör
Holcomb valdes som kandidat för Republikanerna till guvernör i Connecticut i november 1914 och efterträdde därmed Simeon E. Baldwin, som hade varit guvernör för Demokraterna men kandiderat till USA:s senat 1914. Holcomb tillträdde ämbetet som guvernör den 6 januari 1915. Mandatperioden för guvernörer i Connecticut var två år på den tiden och Holcomb blev omvald 1916 och 1918.
Under Holcombs tid som guvernör förberedde sig Connecticut för första världskriget. Särskilda statliga organ för matförsörjning respektive delstatens försvar inrättades. Connecticuts statsskuld minskades och en lag instiftades som reglerade längsta arbetstiden för kvinnor.
Holcomb blev centrum för en folkstorm, när han vägrade att kalla in Connecticuts parlament för en urtima session för att ratificera det tillägg till USA:s grundlag som skulle ge kvinnor rösträtt, eftersom han personligen var emot detta.
Han efterträddes av sin partikamrat Everett J. Lake den 5 januari 1921.

## Privatliv
Holcomb var gift med Sarah Carpenter Bennet. De hade en son, Marcus Hensey Holcomb Jr., som dog ung.
Holcomb var baptist.
Han avled den 5 mars 1932, vid 87 års ålder, i Southington, Connecticut.
Holcombs gamla hem på 76 Main Street i centrala Southington finns fortfarande kvar. Det är numera Southingtons frimurartempel. Skolan Holcomb School på Main Street i Southington fick namn efter honom när den öppnades 1926. Skolan stängdes 1974, byggdes om till polisstation 1981 och revs 2004.